# Cops de bec a Pasadena
Cops de bec a Pasadena és una novel·la de l'escriptor català Manuel de Pedrolo editada l'any 1972 a l'editorial Nova Terra que pertany al gènere de la novel·la satírica. També fou editada per Edicions 62 el 1980.
La novel·la, ambientada a Los Angeles, descriu episodis de la vida de Bob Spill, un estudiós cinematogràfic que s'acompanya de Ruby, la seva dona; Kitty, la seva cunyada; i Keith.